# كيل (لاعب كرة قدم)
كيل (بالبرتغالية: José Clebson Augustinho‏) هو لاعب كرة قدم برازيلي، ولد في 20 مارس 1980 في ناتال في البرازيل. لعب مع أتلتيكو باراناينسي ونادي أفاي لكرة القدم ونادي أيه بي سي ونادي جوينفيل ونادي غواراني ونادي فورتاليزا.